# U.S. Route 1 (Rhode Island)
La U.S. Route 1 o Ruta Federal 1 (abreviada US 1) es una autopista federal ubicada en el estado de Rhode Island. La autopista inicia en el Sur desde la US 1     en Stonington hacia el Norte en la US 1     en Attleboro. La autopista tiene una longitud de 91,7 km (57 mi).

## Mantenimiento
Al igual que las carreteras estatales, las carreteras interestatales, la U.S. Route 1 es administrada y mantenida por el Departamento de Transporte de Rhode Island por sus siglas en inglés RIDOT.

## Cruces
La U.S. Route 1 es atravesada principalmente por la  RI 138  en South Kingstown
 RI 4  en North Kingstown
 RI 403  en East Greenwich
 RI 37  en Warwick
 RI 10  en Cranston
 I 95  en Providence
 US 6  US 44  en Providence.
| Condado                                                     | Localidad                                                   | Milla                                                       | Intersecciones                                                                       | Notas |
| U.S. Route 1 sigue hacia el sur de Stonington (Connecticut) | U.S. Route 1 sigue hacia el sur de Stonington (Connecticut) | U.S. Route 1 sigue hacia el sur de Stonington (Connecticut) | U.S. Route 1 sigue hacia el sur de Stonington (Connecticut)                          | U.S. Route 1 sigue hacia el sur de Stonington (Connecticut)                                                           |
| ----------------------------------------------------------- | ----------------------------------------------------------- | ----------------------------------------------------------- | ------------------------------------------------------------------------------------ | --- |
| Washington                                                  | Westerly                                                    |                                                             | Ruta 1A norte (Elm Street)                                                           | Terminal Sur de la Ruta de Rhode Island 1A                                                                            |
| Washington                                                  | Westerly                                                    |                                                             | Ruta 3 norte (Grove Avenue)                                                          | Terminal Sur de la Ruta 3                                                                                             |
| Washington                                                  | Westerly                                                    |                                                             | Ruta 78 norte (Westerly Bypass)                                                      | Terminal Sur de la Ruta 78, una autopista expresa de dos carriles                                                     |
| Washington                                                  | Westerly                                                    | Inicia autopista dividida                                   |                                                                                      | |
| Washington                                                  | Westerly                                                    |                                                             | Ruta 1A sur (Shore Road)                                                             | Terminal Sur de la (sin señalizar) US 1/Ruta 1A concurrente                                                           |
| Washington                                                  | Charlestown                                                 |                                                             | Ruta 216 norte (Ross Hill Road)                                                      | Terminal Sur de la Ruta 216                                                                                           |
| Washington                                                  | Charlestown                                                 |                                                             | Ruta 1A norte (Old Post Road)                                                        | Terminal Norte de la (sin señalizar) US 1/Ruta 1A concurrente                                                         |
| Washington                                                  | Charlestown                                                 |                                                             | Ruta 1A sur (Old Post Road)                                                          | Terminal Sur de la (sin señalizar) US 1/Ruta 1A concurrente                                                           |
| Washington                                                  | Charlestown                                                 |                                                             | Ruta 1A norte (Old Post Road)                                                        | Terminal Norte de la (sin señalizar) US 1/Ruta 1A concurrente                                                         |
| Washington                                                  | Charlestown                                                 |                                                             | Ruta 2 norte (South County Trail) Ruta 112                                           | Terminal Sur de la Ruta 2 y Ruta 112                                                                                  |
| Washington                                                  | South Kingstown                                             |                                                             | Ruta 1A sur (Post Road)                                                              | Terminal Sur de la (sin señalizar) US 1/Ruta 1A concurrente                                                           |
| Washington                                                  | South Kingstown                                             |                                                             | Ruta 1A norte (Post Road)                                                            | Terminal Norte de la (sin señalizar) US 1/Ruta 1A concurrente                                                         |
| Washington                                                  | South Kingstown                                             |                                                             | Ruta 110 norte (Ministerial Road)                                                    | Terminal Sur de la Ruta 110                                                                                           |
| Washington                                                  | South Kingstown                                             |                                                             | Ruta 1A sur (Post Road)                                                              | Terminal Sur de la (sin señalizar) US 1/Ruta 1A concurrente                                                           |
| Washington                                                  | South Kingstown                                             |                                                             | Ruta 1A norte (Post Road)                                                            | Terminal Norte de la (sin señalizar) US 1/Ruta 1A concurrente                                                         |
| Washington                                                  | South Kingstown                                             | Inicia la autopista                                         |                                                                                      | |
| Washington                                                  | South Kingstown                                             |                                                             | Pond Street                                                                          | Paso a desnivel |
| Washington                                                  | South Kingstown                                             |                                                             | Salt Pond Road, Kenyon Avenue, South County Hospital                                 | Paso a desnivel |
| Washington                                                  | Narragansett                                                |                                                             | Woodruff Avenue, South Pier Road – Point Judith, Scarborough Beach                   | Paso a desnivel |
| Washington                                                  | Narragansett                                                |                                                             | Ruta 108 (Point Judith Road, Kingstown Road) Ruta 1A (Kingstown Road) – Narragansett | Paso a desnivel; Sin salida en sentido norte                                                                          |
| Washington                                                  | South Kingstown                                             |                                                             | Old Tower Hill Road – Wakefield                                                      | Paso a desnivel |
| Washington                                                  | South Kingstown                                             | La autopista termina                                        |                                                                                      | |
| Washington                                                  | South Kingstown                                             |                                                             | Ruta 138 oeste (Mooresfield Road)                                                    | terminal Oeste de la US 1/Ruta 138 concurrente                                                                        |
| Washington                                                  | North Kingstown                                             |                                                             | Ruta 138 este – Jamestown, Newport                                                   | Paso a desnivel con autopista con acceso limitado; terminal Este de la US 1/Ruta 138 concurrente                      |
| Washington                                                  | North Kingstown                                             |                                                             | Ruta 4 norte – Warwick, Providence                                                   | Terminal Sur de la Ruta 4 (autopista dividida)                                                                        |
| Washington                                                  | North Kingstown                                             | La autopista dividida termina                               |                                                                                      | |
| Washington                                                  | North Kingstown                                             |                                                             | Ruta 102 (Ten Rod Road, Phillips Street)                                             | Hacia Rute 4 (Salida 5)                                                                                               |
| Washington                                                  | North Kingstown                                             |                                                             | Ruta 1A sur (West Main Road)                                                         | Terminal Norte de la Ruta de Rhode Island 1A                                                                          |
| Washington                                                  | North Kingstown                                             |                                                             | Ruta 403 – Quonset, Providence (via Rute 4)                                          | Paso a desnivel con autopista con acceso limitado; entrada en sentido Oeste por la Gate Road; hacia Rute 4 (Salida 7) |
| Washington                                                  | North Kingstown                                             |                                                             | Ruta 402 (Frenchtown Road)                                                           | terminal Este de la Ruta 402                                                                                          |
| Cruce del Río Hunt                                          |                                                             |                                                             |                                                                                      | |
| Kent                                                        | East Greenwich                                              |                                                             | Ruta 401 (First Avenue)                                                              | terminal Este de la Ruta 401; hacia Rute 4 (Salida 8)                                                                 |
| Kent                                                        | Warwick                                                     |                                                             | Ruta 117 (Centerville Road, West Shore Road)                                         | Hacia I-95 (Salida 10)                                                                                                |
| Kent                                                        | Warwick                                                     |                                                             | Ruta 5 norte (Greenwich Avenue)                                                      | Terminal Sur de la Ruta 5                                                                                             |
| Kent                                                        | Warwick                                                     |                                                             | Ruta 113 (Main Avenue)                                                               | Hacia I-95 (Salida 12)                                                                                                |
| Kent                                                        | Warwick                                                     |                                                             | A I 95 (vía T. F. Green Airport Connector Road)                                      | Paso a desnivel con autopista con acceso limitado; hacia I-95 Salida 13                                               |
| Kent                                                        | Warwick                                                     |                                                             | Ruta 37 oeste – Providence, Nueva York                                               | Paso a desnivel con autopista con acceso limitado; hacia I-95 (Salida 14) y I-295 (Salida 3)                          |
| Kent                                                        | Warwick                                                     |                                                             | US 1A norte (Post Road)                                                              | Terminal Sur de la U.S. Route 1A (Rhode Island)                                                                       |
| Providence                                                  | Cranston                                                    |                                                             | RI 12 (Park Avenue)                                                                  | |
| Providence                                                  | Providence                                                  |                                                             | Ruta 10 norte a I 95 (Salida 16)                                                     | Paso a desnivel con autopista con acceso limitado; Sin entrada hacia la Ruta 10 en sentido sur                        |
| Providence                                                  | Providence                                                  |                                                             | I 95 sur (Salida 17)                                                                 | Paso a desnivel con autopista con acceso limitado; Sin entrada hacia I-95                                             |
| Providence                                                  | Providence                                                  |                                                             | Ruta 2 sur (Reservoir Avenue)                                                        | Terminal Norte de la Ruta 2                                                                                           |
| Providence                                                  | Providence                                                  |                                                             | Ruta 117 sur (Broad Street)                                                          | Terminal Norte de la Ruta 117                                                                                         |
| Providence                                                  | Providence                                                  |                                                             | I 95 (Salida 21)                                                                     | Paso a desnivel con autopista con acceso limitado                                                                     |
| Providence                                                  | Providence                                                  |                                                             | US 44 (Memorial Boulevard)                                                           | terminal Oeste de la US 1/US 44 Este concurrente                                                                      |
| Providence                                                  | Providence                                                  | Puente Francis Street (cruce del Río Blackstone)            |                                                                                      | |
| Providence                                                  | Providence                                                  |                                                             | US 44 (Smith Street)                                                                 | terminal Este de la US 1/US 44 Este concurrente; terminal Oeste de la US 1/US 44 Oeste concurrente                    |
| Providence                                                  | Providence                                                  |                                                             | US 44 (North Main Street)                                                            | terminal Este de la US 1/US 44 Oeste concurrente                                                                      |
| Providence                                                  | Providence                                                  |                                                             | Rute 246 (Mill Street) norte hacia Rute 7 / Rute 146                                 | Terminal Sur de la Ruta 246                                                                                           |
| Providence                                                  | Providence                                                  |                                                             | Ruta 126 norte                                                                       | Terminal Sur de la Ruta 126; hacia I-95 (Salida 25)                                                                   |
| Providence                                                  | Pawtucket                                                   |                                                             | Ruta 122 norte                                                                       | Terminal Sur de la Ruta 126                                                                                           |
| Providence                                                  | Pawtucket                                                   |                                                             | I 95 (Salida 27)                                                                     | Terminal Sur de la US 1/I-95 concurrente                                                                              |
| Providence                                                  | Pawtucket                                                   | Freeway (concurrente con I-95) begins                       |                                                                                      | |
| Providence                                                  | Pawtucket                                                   |                                                             | Ruta 114 (School Street)                                                             | Paso a desnivel; I-95 Salida 28                                                                                       |
| Providence                                                  | Pawtucket                                                   | Puente Pawtucket River (Cruce del Río Blackstone)           |                                                                                      | |
| Providence                                                  | Pawtucket                                                   |                                                             | Ruta 15 (Exchange Street)                                                            | Paso a desnivel; I-95 Salida 29                                                                                       |
| Providence                                                  | Pawtucket                                                   | Autopista (concurrente con la I-95)                         |                                                                                      | |
| Providence                                                  | Pawtucket                                                   |                                                             | I 95 (Salida 29)                                                                     | Terminal Norte de la US 1/I-95 concurrente                                                                            |
| U.S. Route 1 sigue hacia el norte en Attleboro, MA          |                                                             |                                                             |                                                                                      | |

### U.S. Route 1A

Escudo de la U.S. Route 1A

La U.S. Route 1A es una ruta federal de 14,8 millas (23,8 km) de longitud]. Funciona como un anillo periférico de Providence y Pawtucket, en la cual la US 1 la atraviesa. La US 1A es una ruta más larga que la U.S. Route 1 que la rodea.
La US 1A no debe ser confundida con la Ruta de Rhode Island 1A. En Rhode Island, la US 1A existe en segmentos entre Warwick y Pawtucket.